# Gigante González
Jorge González (31 de enero de 1966 - 22 de septiembre de 2010) fue un jugador de baloncesto y luchador profesional argentino que compitió en la World Championship Wrestling desde 1989 hasta 1993 y en la World Wrestling Federation en 1993, siendo conocido como El Gigante y Giant Gonzalez en cada federación respectivamente. Con sus 2,32 metros de altura, es considerado como el luchador profesional de mayor estatura de todos los tiempos.

## Baloncesto

### Clubes
Durante su niñez, González frecuentó el club Pabellón Argentino de su ciudad natal para jugar al baloncesto. Sin embargo su presencia allí fue inconstante, debido a que se vio obligado a trabajar desde muy temprana edad a causa de la situación de pobreza extrema que atravesaba su familia. En agosto de 1982, ya midiendo 2,15 metros y pesando 170 kilogramos, fue descubierto por un allegado del club chaqueño Hindú, y al mes siguiente el entrenador Carlos Lutringer lo reclutó formalmente para el equipo.
Un año después fue fichado por Gimnasia y Esgrima La Plata, donde continuó con su formación como baloncestista. Con ese club jugó en diversas categorías menores de la Argentina, demostrando un paulatino crecimiento en la calidad de su juego.
En 1986 fue contratado por el Sport Club Cañadense a pedido del entrenador León Najnudel. En ese equipo hizo su debut en la Liga Nacional de Básquet, convirtiéndose así en el jugador de mayor altura que ha jugado en la competición más importante del baloncesto profesional argentino. En su primera temporada vio acción solamente en 4 partidos antes de lesionarse la rodilla, lo que lo obligó a permanecer los siguientes nueve meses inactivo. Al recuperarse volvió a las canchas y alcanzó su pico de rendimiento (en sus tres temporadas en la LNB jugaría 53 partidos, promediando 19,6 puntos y 9,7 rebotes por encuentro).
Tras participar del Torneo de Navidad de 1987, captó la atención de diversos equipos. Ello lo estimuló a incluir su nombre en el Draft de la NBA de 1988, siendo seleccionado en la 4ª posición de la tercera ronda por los Atlanta Hawks, por lo que pasó a ser el primer jugador argentino de la historia en ser seleccionado por una franquicia de la NBA. Sin embargo, aunque estuvo en Atlanta en 1989 entrenando con el equipo, nunca llegó a jugar oficialmente un partido con los Hawks.

#### Trayectoria
| Club                        | País      | Año         |
| --------------------------- | --------- | ----------- |
| Gimnasia y Esgrima La Plata | Argentina | 1984 - 1986 |
| Sport Club Cañadense        | Argentina | 1986 - 1989 |

### Selección nacional
González jugó con la selección de baloncesto de Argentina en el Campeonato Sudamericano de Baloncesto de 1985 y de 1989, como también en el Torneo de las Américas de 1988.

## Lucha libre profesional

### World Championship Wrestling (1990-1993)
En 1989, Ted Turner le ofreció un trabajo como luchador profesional en la WCW. Después de un año entrenando, González debutó siendo conocido como El Gigante, el 19 de mayo de 1990, siendo un luchador face en el evento PPV WCW Capital Combat. Estando junto a Sting y Lex Luger en un combate contra el campeón Ric Flair, que luchaba junto a Woman. Tras esto, empezó un feudo con The Four Horsemen, enfrentándose a ellos en The Great American Bash junto a Paul Orndoff y Junkyard Dog, con victoria para González y su equipo
En Wrestle War 1991, atacó a Sid Vicious cuando dejó inconsciente a Brian Pillman por una powerbomb mal hecha, dándole la victoria a The Four Horseman, ya que interfirió en la pelea. Tras esto empezó un feudo con Big Cat Hughes, acabando en WCW/NEW Japan SuperShow I con victoria de González. Después se enfeudó con Sid Vicious, luchando en SuperBrawl I. Después, tuvo un feudo con One Man Gang, derrotándole en The Great American Bash, luchando Kevin Sullivan junto a OMG.
Más tarde sustituiría a Barry Windham, participando en la "Chamber of Horrors" en Halloween Havoc, derrotando junto a Sting y The Steiner Brothers (Rick y Scott) a Abdullah the Butcher, The Diamond Studd, Cactus Jack y Big Van Vader, ganando después de que tiraran a Jack y activara el interruptor sin querer mientras Abdullah estaba en una silla eléctrica. Luego empezaría un feudo contra Dustin Rhodes que acabaría en Starrcade contra Richard Morton y Dustin Rhodes junto a Larry Zbyszko, perdiendo el Gigante y Larry. Tras esto, tuvo otro feudo con Big Van Vader, perdiendo ambos en WCW/New Japan SuperShow II por una doble descalificación. Después del PPV, no apareció en ningún evento, siendo despedido de la WCW en 1993.

### World Wrestling Federation (1993)
González debutó bajo el nombre de Giant Gonzalez en su corta estancia en la WWF como un heel, teniendo como mánager a Harvey Wippleman. González se dejó barba y llevaba un traje de los músculos del cuerpo que le cubría el cuerpo entero. Apareció en la Royal Rumble en enero de 1993, donde atacó a The Undertaker, eliminándole de la lucha por órdenes de su mánager, comenzando un feudo con él. Undertaker le derrotó en WrestleMania IX después de que él y Wippleman usaran cloroformo para dejarlo inconsciente, sin embargo, Taker volvió al ring y le término atacando. Después, lucharía en el torneo de King of the Ring, siendo eliminado en la primera ronda por Tatanka. Después perdió frente a Undertaker en Summerslam 1993 en una pelea Rest in Peace. Wippleman dejó a González y se volvió face al no tener ninguna rivalidad. 
Durante este período, González incursionó en la televisión estadounidense. Junto con Kevin Nash, apareció en un episodio de la serie de televisión The Swamp Thing, interpretando a un guerrero maya. También intervino en el popular drama de acción Baywatch, en donde utilizó su traje característico. Su presencia en ese último programa lo aproximó a un grupo de productores que crearon Thunder in Paradise, por lo que apareció encarnando al personaje de Terremoto en el episodio piloto; posteriormente volvería a los sets de filmación en cuatro ocasiones para continuar interpretando ese papel. Su última aparición televisiva sería en el telefilme Hercules in the Underworld, una producción derivada de la serie Hercules: The Legendary Journeys. 
Sus problemas personales y de salud empezaron a aparecer detrás de las escenas, perdiendo fanes mientras tanto. La última pelea televisada de Giant Gonzales fue una Battle Royal por el vacante Campeonato intercontinental de la WWF en septiembre de 1993 Pero fue el primer eliminado. Fue el primer Luchador Argentino nativo de la historia en participar en WWF (actual WWE)

### New Japan Pro Wrestling and WAR (1994–1995)
Después de su lucha de la WWF, González luchó en las promociones japonesas NJPW y WAR (Wrestle and Romance) hasta su retiro de la lucha libre, y usó su antiguo nombre de llamada El Gigante. Su última lucha de individuales fue el 8 de febrero de 1995, cuando perdió ante The Great Muta en la New Japan Pro Wrestling. El 8 de diciembre de 1995, González luchó su última lucha, formando equipo con Kōji Kitao en una derrota ante Shinja y Typhoon por countout, Tras esto, Jorge se retiró de la lucha libre tras sufrir una lipotimia después del combate.

## Después de la lucha libre
González volvió a su hogar en Argentina en 1995, después de sufrir un coma diabético en Japón, antes de subir al ring.
A partir del año 2002, estuvo en silla de ruedas un tiempo, debido a su enfermedad, y más tarde se ayudaba con una silla para poder caminar.
Estuvo internado varias veces en Buenos Aires, gracias a la caridad a veces, y a la conveniencia de estrellas de la TV, en otras.
En 2007 fue contratado por la WWE para prestar su imagen para la 16.ª serie de figuras de luchadores de Jakks Pacific, por lo cual, jamás recibió regalías, muriendo en la pobreza.

## Fallecimiento
Jorge González falleció el 24 de septiembre de 2010 en San Martín, Argentina, víctima de acromegalia (enfermedad parecida al gigantismo) y la diabetes, además de otras consecuencias de sus enfermedades como insuficiencia renal y otros diversos problemas de salud persistentes que no podían ser solventados debido a la mala situación financiera por la que el luchador estaba atravesando. En 2014 el escritor Orlando Van Bredam lanzó su novela "Mientras el mundo se achica", libro basado en la vida de Jorge González.

## En lucha
- Movimientos finales
  - The Claw[5] (Two-handed clawhold)[4]
  - Chokeslam[2][4][5]

- Movimientos de firma
  - Back body drop
  - Big boot[4]
  - Brain chop[2][4]
  - Clothesline a un oponente cargando
  - Forearm club
  - High-impact headbutt
  - Scoop slam
  - Two-handed clawhold slam
  - Vertical suplex

- Managers
  - Harvey Wippleman
  - Minda

## Campeonatos y logros
- Pro Wrestling Illustrated

- Situado en el Nº112 en los PWI 500 de 1991.
- Situado en el Nº233 en los PWI 500 de 1992.
- Situado en el Nº183 en los PWI 500 de 1993.
- Situado en el Nº358 en los PWI 500 de 1994.
- Situado en el Nº498 entre los 500 mejores luchadores de la historia en los PWI Years de 2003.

- Wrestling Observer Newsletter
  - WON Peor feudo (1993) - contra The Undertaker.